# Temporada 1906-1907 del FC Barcelona
La temporada 1906-07 va ser la vuitena de la història del FC Barcelona. El club, en una profunda crisi, és a punt de desaparèixer. Tot i això aconsegueix ser subcampió del Campionat de Catalunya.

## Fets destacats
Continuen els problemes de tot tipus. Juli Marial succeeix Josep Soler a la presidència des del 6 d'octubre de 1906.
Un incident al Campionat de Catalunya, quan el FC Barcelona marca l'empat a 3 contra el X (club de nom curiós en què es reuneixen molts dels exjugadors de l'Espanyol) al partit decisiu, acaba amb baralla i converteix el camp de futbol en l'escenari d'un combat de boxa i la policia hi ha d'intervenir.
Com que la temporada es tanca sense aconseguir cap títol, la crisi continua. Finalment, arran d'una sèrie de fracassos i de polèmiques que perjudiquen el Barça, el club és a punt de desaparèixer.

## Plantilla
Font:
| N.                            | Pos. | Nac. | Jugador                          | Total | Total | C. Catalunya | C. Catalunya | Amistosos | Amistosos |
| N.                            | Pos. | Nac. | Jugador                          | PJ    | Gols  | PJ           | Gols         | PJ        | Gols      |
| ----------------------------- | ---- | --- | -------------------------------- | ----- | ----- | ------------ | ------------ | --------- | --------- |
| —                             | POR  | [[Fitxer:Flag of Catalonia.svg\|23x15px\|border \|alt=Catalunya\|link=Selecció de futbol de Catalunya\|{{#if:\|]]                              | Romà Solà                        | 15    | -7    | 5            | -7           | 10        | -         |
| —                             | DEF  | [[Fitxer:Flag of Catalonia.svg\|23x15px\|border \|alt=Catalunya\|link=Selecció de futbol de Catalunya\|{{#if:\|]]                              | Francesc Bru                     | 17    | 2     | 5            | 1            | 12        | 1         |
| —                             | DEF  | [[Fitxer:Flag of Catalonia.svg\|23x15px\|border \|alt=Catalunya\|link=Selecció de futbol de Catalunya\|{{#if:\|]]                              | Duran                            | 12    | 0     | 5            | 0            | 7         | 0         |
| —                             | DEF  | [[Fitxer:Flag of Catalonia.svg\|23x15px\|border \|alt=Catalunya\|link=Selecció de futbol de Catalunya\|{{#if:\|]]                              | Soler II                         | 5     | 0     | 1            | 0            | 4         | 0         |
| —                             | MIG  | [[Fitxer:Flag of Catalonia.svg\|23x15px\|border \|alt=Catalunya\|link=Selecció de futbol de Catalunya\|{{#if:\|]]                              | Juli Marial                      | 10    | 0     | 5            | 0            | 5         | 0         |
| —                             | MIG  | [[Fitxer:Flag of Catalonia.svg\|23x15px\|border \|alt=Catalunya\|link=Selecció de futbol de Catalunya\|{{#if:\|]]                              | Enric Peris                      | 9     | 0     | 4            | 0            | 5         | 0         |
| —                             | MIG  | [[Fitxer:Flag of the German Empire.svg\|23x15px\|border \|alt=Imperi Alemany\|link=Selecció de futbol d'Alemanya\|{{#if:\|]]                   | Udo Steinberg                    | 8     | 1     | 3            | 0            | 5         | 1         |
| —                             | MIG  | [[Fitxer:Flag of the Valencian Community (2x3).svg\|23x15px\|border \|alt=País Valencià\|link=Selecció de futbol del País Valencià\|{{#if:\|]] | Josep Quirante                   | 17    | 7     | 4            | 0            | 13        | 7         |
| —                             | DAV  | [[Fitxer:Flag of the Philippines.svg\|23x15px\|border \|alt=Filipines\|link=Selecció de futbol de les Filipines\|{{#if:\|]]                    | Manuel Amechazurra               | 17    | 7     | 5            | 2            | 12        | 5         |
| —                             | DAV  | [[Fitxer:Flag of Catalonia.svg\|23x15px\|border \|alt=Catalunya\|link=Selecció de futbol de Catalunya\|{{#if:\|]]                              | Carlos Comamala                  | 16    | 25    | 5            | 3            | 11        | 22        |
| —                             | DAV  | [[Fitxer:Flag of Catalonia.svg\|23x15px\|border \|alt=Catalunya\|link=Selecció de futbol de Catalunya\|{{#if:\|]]                              | Romà Forns                       | 10    | 5     | 2            | 0            | 8         | 5         |
| —                             | DAV  | [[Fitxer:Flag of Catalonia.svg\|23x15px\|border \|alt=Catalunya\|link=Selecció de futbol de Catalunya\|{{#if:\|]]                              | Francesc Sanz                    | 11    | 3     | 2            | 1            | 9         | 2         |
| —                             | DAV  | [[Fitxer:Flag of Catalonia.svg\|23x15px\|border \|alt=Catalunya\|link=Selecció de futbol de Catalunya\|{{#if:\|]]                              | Alfredo Gil                      | 2     | 0     | 2            | 0            | 0         | 0         |
| —                             | DAV  | [[Fitxer:Flag of Catalonia.svg\|23x15px\|border \|alt=Catalunya\|link=Selecció de futbol de Catalunya\|{{#if:\|]]                              | Lluís Moret                      | 7     | 2     | 3            | 2            | 4         | 0         |
| —                             | DAV  | [[Fitxer:Flag of Spain (1785–1873, 1875–1931).svg\|23x15px\|border \|alt=Espanya\|link=Selecció de futbol d'Espanya\|{{#if:\|]]                | Matías Colmenares                | 3     | 0     | 3            | 0            | 0         | 0         |
| Equip reserva                 |      | |                                  |       |       |              |              |           |           |
| —                             | POR  | [[Fitxer:Flag of Catalonia.svg\|23x15px\|border \|alt=Catalunya\|link=Selecció de futbol de Catalunya\|{{#if:\|]]                              | Joan Soler                       | 0     | 0     | 0            | 0            | 0         | 0         |
| —                             | DEF  | [[Fitxer:Flag of Catalonia.svg\|23x15px\|border \|alt=Catalunya\|link=Selecció de futbol de Catalunya\|{{#if:\|]]                              | Albert Almasqué                  | 4     | 0     | 0            | 0            | 4         | 0         |
| —                             | MIG  | [[Fitxer:Flag of Spain (1785–1873, 1875–1931).svg\|23x15px\|border \|alt=Espanya\|link=Selecció de futbol d'Espanya\|{{#if:\|]]                | Luciano Lizárraga                | 2     | 1     | 0            | 0            | 2         | 1         |
| —                             | MIG  | [[Fitxer:Flag of Catalonia.svg\|23x15px\|border \|alt=Catalunya\|link=Selecció de futbol de Catalunya\|{{#if:\|]]                              | Josep Ortiz                      | 3     | 0     | 0            | 0            | 3         | 0         |
| —                             | MIG  | [[Fitxer:Flag of Catalonia.svg\|23x15px\|border \|alt=Catalunya\|link=Selecció de futbol de Catalunya\|{{#if:\|]]                              | Puig II                          | 2     | 0     | 0            | 0            | 2         | 0         |
| —                             | MIG  | [[Fitxer:Flag of Catalonia.svg\|23x15px\|border \|alt=Catalunya\|link=Selecció de futbol de Catalunya\|{{#if:\|]]                              | Josep Vidal                      | 1     | 0     | 0            | 0            | 1         | 0         |
| —                             | MIG  | [[Fitxer:Flag of Catalonia.svg\|23x15px\|border \|alt=Catalunya\|link=Selecció de futbol de Catalunya\|{{#if:\|]]                              | Manuel Soler                     | 1     | 0     | 0            | 0            | 1         | 0         |
| —                             | DAV  | [[Fitxer:Flag of Catalonia.svg\|23x15px\|border \|alt=Catalunya\|link=Selecció de futbol de Catalunya\|{{#if:\|]]                              | Enric Barraquer                  | 5     | 0     | 0            | 0            | 5         | 0         |
| —                             | DAV  | [[Fitxer:Flag of Switzerland.svg\|23x16px\|border \|alt=Suïssa\|link=Selecció de futbol de Suïssa\|{{#if:\|]]                                  | Otto Oskar Berger                | 4     | 4     | 0            | 0            | 4         | 4         |
| —                             | DAV  | [[Fitxer:Flag of Catalonia.svg\|23x15px\|border \|alt=Catalunya\|link=Selecció de futbol de Catalunya\|{{#if:\|]]                              | Miquel Puig I                    | 3     | 0     | 0            | 0            | 3         | 0         |
| —                             | DAV  | [[Fitxer:Flag placeholder.svg\|23x15px\| \|alt=\|link=Selecció de futbol\|{{#if:\|]]                                                           | Friedrick Paul Johannes Matthias | 2     | 0     | 0            | 0            | 2         | 0         |
| —                             | DAV  | [[Fitxer:Flag of Catalonia.svg\|23x15px\|border \|alt=Catalunya\|link=Selecció de futbol de Catalunya\|{{#if:\|]]                              | Alfonso Albéniz                  | 1     | 1     | 0            | 0            | 1         | 1         |
| Jugadors convidats o puntuals |      | |                                  |       |       |              |              |           |           |
| —                             | MIG  | [[Fitxer:Flag of Cuba.svg\|23x15px\|border \|alt=Cuba\|link=Selecció de futbol de Cuba\|{{#if:\|]]                                             | Agustí Peris de Vargas           | 1     | 0     | 0            | 0            | 1         | 0         |

1. ↑  S'inclouen els jugadors del club que no van disputar parits oficials durant la temporada.
2. ↑  Era jugador del Català.

## Competicions
| Competició   | Pos. | PJ | PG | PE | PP | GF | GC | Campió |
| ------------ | ---- | -- | -- | -- | -- | -- | -- | ------ |
| C. Catalunya | 2n   | 5  | 2  | 2  | 1  | 9  | 7  | FC X   |

## Partits

### Amistosos
| 21 juliol 1906 | FC Barcelona | 4 - 0 | FC X | Barcelona           |  |
|                |              |       |      | Salut · Steinberg · |  |

| 16 desembre 1906 | FC Barcelona | 0 - 3 | FC X | Barcelona              |  |
|                  |              |       |      | Muntaner · Steinberg · |  |

| 23 desembre 1906 | Stade Olympique Cettois | 2 - 4 | FC Barcelona                  | França                     |  |
|                  |                         |       | Forns · Quirante · C.Comamala | Cette · Brunnel {França} · |  |

| 25 desembre 1906 | Stade Olympien Toulouse | 4 - 4 | FC Barcelona                     | França                       |  |
|                  |                         |       | C.Comamala · Amechazurra · Forns | Toulouse · Degrez {França} · |  |

| 1 gener 1907 | FC Barcelona                        | 5 - 1 | Stade Olympien Toulouse | Barcelona                   |  |
|              | C.Comamala · Amechazurra · Quirante |       |                         | Muntaner · Labat {França} · |  |

| 14 abril 1907 | FC Barcelona | 2 - 3 | FC X | Barcelona         |  |
|               | C.Comamala   |       |      | Muntaner · Ruiz · |  |

| 9 maig 1907 | FC Barcelona          | 7 - 0 | FC Espanya | Barcelona         |  |
|             | C.Comamala · Quirante |       |            | Muntaner · Ruiz · |  |

| 13 maig 1907 | FC Barcelona                                   | 9 - 1 | FC Espanya | Barcelona           |  |
|              | Sanz · Forns · C.Comamala · Steinberg · Berger |       |            | Muntaner · Marial · |  |

### Copa Sabadell
| 2 juny 1907 | FC Barcelona      | 4 - 0 | Català FC | Barcelona         |  |
|             | Quirante · Berger |       |           | Sabadell · Sans · |  |

| 9 juny 1907 | FC Barcelona            | 4 - 2 | FC X | Barcelona            |  |
|             | Berger · Quirante · Bru |       |      | Sabadell · Garriga · |  |

### Copa Salut
| 12 agost 1906 | FC Barcelona | 2 - 0 | Català FC | Barcelona           |  |
|               | C.Comamala   |       |           | Salut · Sanmartin · |  |

| 28 agost 1906 | FC Barcelona                       | 4 - 2 | FC X | Barcelona          |  |
|               | Amechazurra · C.Comamala · Albéniz |       |      | Salut · Castanos · |  |

| 16 setembre 1906 | Salut SC | no es va jugar | FC Barcelona | Barcelona |  |
|                  |          |                |              | Salut ·   |  |

| 30 setembre 1906 | FC Barcelona | 1 - 1 | Català FC | Barcelona          |  |
|                  | Amechazurra  |       |           | Salut · Balaguer · |  |

| 14 octubre 1906 | FC Barcelona           | 3 - 1 | FC X | Barcelona          |  |
| Final           | C.Comamala · Lizárraga |       |      | Salut · Balaguer · |  |

1. ↑  Suspès als 65 minuts de joc per manca de llum, amb el resultat de 0 a 1 pel Català, els 25 minuts restants es van jugar el 7 d'octubre de 1906. Els dos equips van presentar les mateixes alineacions i el Barça va aconseguir el gol de l'empat definitiu.
2. ↑  El FC X es va retirar després del 3 a 1.

### Campionat de Catalunya
| Pos | Equip        | PJ | PG | PE | PP | GF | GC | DG | Pts | Classificació |
| --- | ------------ | -- | -- | -- | -- | -- | -- | -- | --- | ------------- |
| 1   | FC X (C)     | 4  | 3  | 0  | 1  | 10 | 5  | +5 | 6   | Campió        |
| 2   | FC Barcelona | 4  | 2  | 1  | 1  | 7  | 4  | +3 | 5   |               |
| 3   | Català FC    | 4  | 0  | 1  | 3  | 3  | 11 | −8 | 1   |               |

| 20 gener 1907 | Català FC | 1 - 1 | FC Barcelona | Barcelona                          |  |
| Jornada 1     | Gol       |       | Sanz         | Velòdrom de la Bonanova · Yrizar · |  |

| 3 febrer 1907 | FC X | 0 - 1 | FC Barcelona | Barcelona |  |
| Jornada 3     |      |       | Comamala     | Gispert · |  |

| 17 febrer 1907 | FC Barcelona     | 3 - 0 | Català FC | Barcelona                              |  |
| Jornada 4      | Moret · Comamala |       |           | Camp del carrer Muntaner · Sanmartín · |  |

| 3 març 1907 | FC Barcelona                  | 3 - 3 | FC X             | Barcelona                         |  |
| Jornada 6   | Amechazurra 10' · Moret · Bru |       | Sampere · Berdié | Camp del carrer Muntaner · Grau · |  |

| 17 març 1907 | FC X                           | 3 - 1 | FC Barcelona | Sabadell                           |  |
| Final        | Eranueva · Sampere · C. Torras |       | Amechazurra  | Camp de la Creu Alta · Sanmartín · |  |

1. ↑  A les acaballes del partit es produí una jugada polèmica: L'X guanyava per 3 a 2 quan un lliure directe dubtós provocà l'empat. Però un cop consultat el reglament, l'àrbitre reconegué la seva errada i així ho feu saber a la Federació la qual organitzà un partit de desempat per decidir el campió. Aquest partit es jugà el 17 de març.[5][6]
2. ↑  Partit de desempat per decidir el campió.